# Мелла

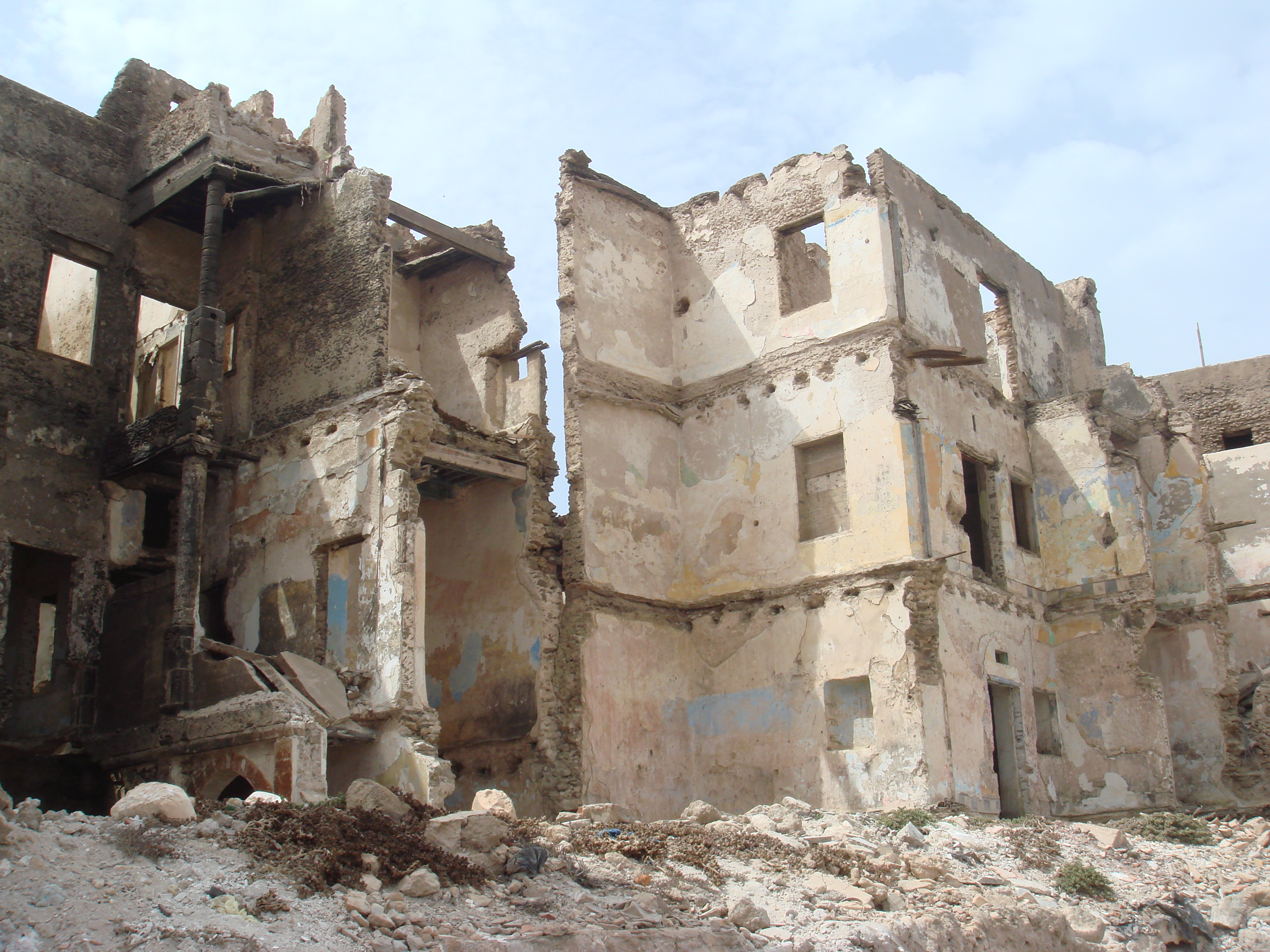
Руины еврейской меллы в Эс-Сувейра.

Мелла (араб. ملاح‎ и ивр. מלאח‎, в переводе с арабского означает «солёный источник» или «солончак», по названию района первого еврейского поселения в Фесе) — обнесенный стеной еврейский квартал города в Марокко, аналогично европейскому гетто. Еврейское население было ограничено меллами в Марокко начиная с XV века и особенно с начала XIX века. Сначала это рассматривалось как привилегия и защита от арабов в регионе, но с ростом населения мелла превратилась в район бедноты. С колонизацией и прибытием европейцев в конце XIX и начале XX века мелла открыла и предоставила новые экономические и социальные возможности марокканским евреям.
В городах мелла была окружена стеной с укрепленными воротами. Обычно еврейский квартал находился недалеко от королевского дворца или резиденции губернатора, чтобы защитить своих жителей от повторяющихся беспорядков, так как его жители играли жизненно важную роль в местной экономике. Напротив, сельские меллы были отдельными деревнями, населенными исключительно евреями.

## История

### XV век

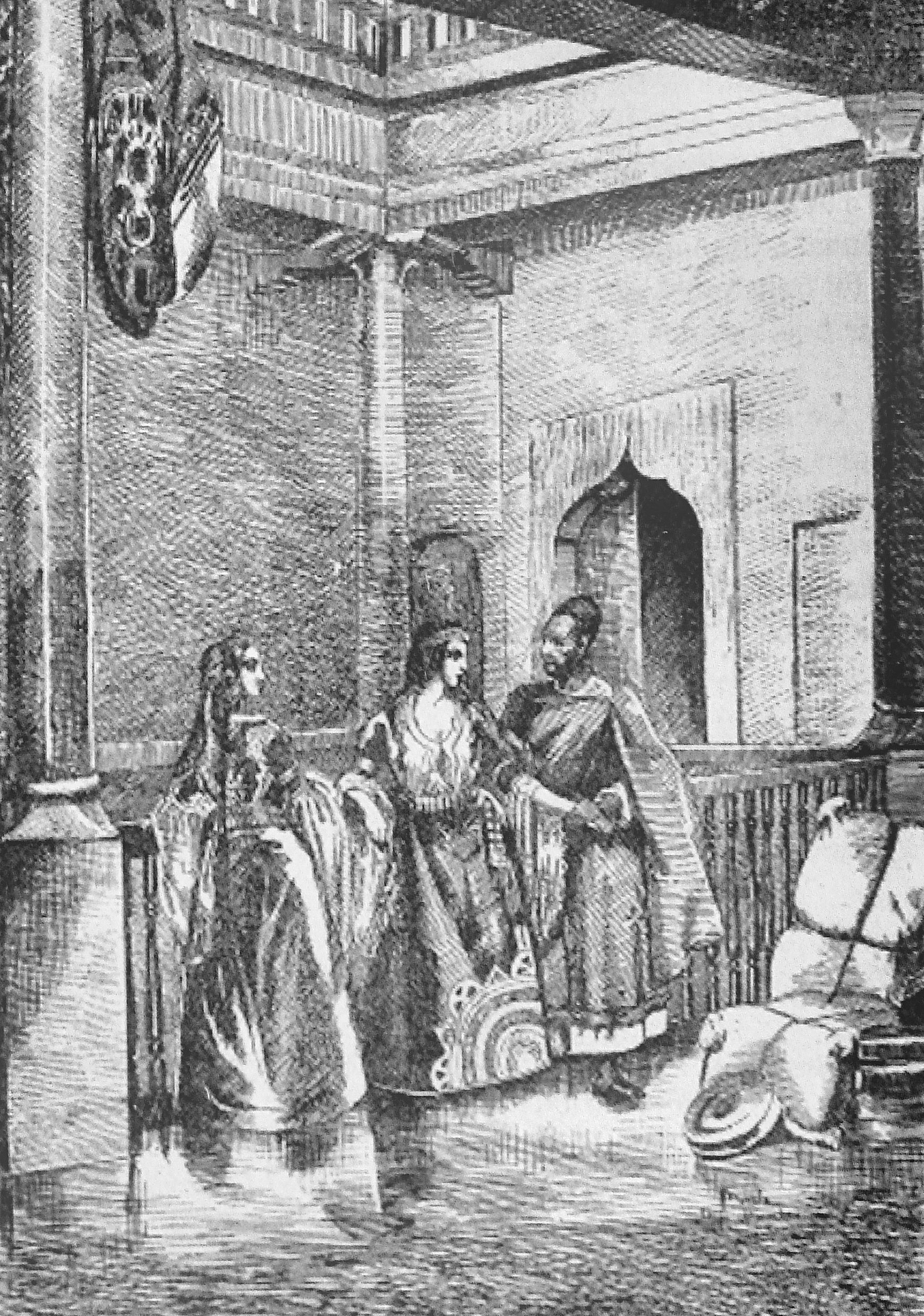
Еврейский дом в Могадоре(1807—1841).

Первая официальная мелла была основана в городе Фес в 1438 году. В первой половине XIV века Мариниды основали вместе с Фесом город Химс, который первоначально был выделен лучникам и христианской милиции. В 1438 году евреи были изгнаны из старой части Феса в Химс, которая была построена на участке, известном как аль-Маллаха, «соляная зона». В конечном итоге этот термин стал обозначать еврейские кварталы в других марокканских городах. Первоначально в этом термине не было ничего унизительного: в некоторых документах использовалось выражение «мелла мусульман», а в еврейском квартале были большие и красивые жилища, которые были предпочтительнее для резиденций «агентов и послов иностранных князей». Позже, однако, популярная этимология объяснила слово «мелла» как «соленое, проклятое основание» или место, где евреи «солят головы обезглавленных мятежников», подчеркивая коннотации изгнания, связанные с этим словом.
Мелла Феса не всегда была успешна в защите своих жителей. 14 мая 1465 года почти всех её жителей убили повстанцы, которые свергли династию Меринидов. Эта атака вызвала волну насилия против евреев по всему Марокко. Непосредственной причиной антиеврейского насилия было назначение еврея на должность визиря.

### XVI—XVIII век
Долгое время мела Феса оставалась единственной, и только во второй половине XVI века (около 1557 г.) термин «мелла» появился в Марракеше с поселением еврейского населения из района Атласских гор и из города Агмат (примерно в 30 км к востоку от Марракеша), в котором находилась древняя еврейская община. Французский гражданин, который находился в плену в Марокко с 1670 по 1681 год, писал: «В Фесе и в Марокко (то есть в Марракеше) евреи отделены от жителей, располагая отдельными кварталами, окруженными стенами, ворота которых охраняются мужчинами, назначенными королем … В других городах они смешаны с маврами». В 1791 году европейский путешественник описал марракешскую мелу: "У неё двое больших ворот, которые регулярно закрывается каждый вечер около девяти часов, после чего никому не разрешается въезжать или выходить … до … следующего утра. У евреев есть собственный рынок … ". Только в 1682 году была создана третья мелла в городе Мекнес, новой столице султана Мулая Исмаила.